# Distrito de Nanjō (Fukui)
El distrito de Nanjō (南条郡 Nanjō-gun?) es un distrito localizado en la prefectura de Fukui, Japón. En octubre de 2019 tenía una población estimada de 10.135 habitantes y una densidad de población de 29,5 personas por km². Su área total es de 343,69 km².

## Localidades
- Minamiechizen